# Sarah Palin
Sarah Louise Palin (Sandpoint, 11 de fevereiro de 1964) é uma política e autora americana. Foi candidata do Partido Republicano a vice-presidente na eleição presidencial de 2008, ela foi a primeira mulher do Alasca a ser candidata de um grande partido a presidência ou a vice presidência e primeira mulher republicana a ser nomeada para a vice-presidência. Seu livro de Going Rogue já vendeu mais de dois milhões de cópias. Desde janeiro de 2010, ela dá comentários políticos para a Fox News, e apresentava um programa de televisão chamado Sarah Palin's Alaska. Cinco milhões de telespectadores assistiram o primeiro episódio, um recorde para a The Learning Channel.
Ela foi eleita para o Conselho Municipal de Wasilla, em 1992 e tornou-se prefeita de Wasilla, em 1996. Em 2003, após ser candidata sem sucesso a vice-governadora, foi nomeada Presidente do Alaska Oil and Gas Conservation Commission, responsável pela supervisão de petróleo e gás no estado. É a pessoa mais jovem e a primeira mulher a ser eleita governadora do Alasca, Sarah Palin ocupou o cargo desde dezembro de 2006 até sua renúncia em julho de 2009. Ela já aprovou e fez campanha para o movimento Tea Party, assim como vários candidatos nas eleições de meio de mandato de 2010. Desde a época de sua nomeação vice-presidencial em 2008, Palin foi considerada uma potencial candidata para a eleição presidencial de 2012, até que ela anunciou em outubro de 2011 que não iria concorrer.

## Biografia
Palin (pronúncia: [ˈpeɪlɪn]) nasceu Sarah Heath no estado de Idaho. É a terceira de quatro filhos (três filhas, um filho) de Charles R. "Chuck" Heath, um professor de ciências e Sarah "Sally", uma secretária da escola. Os irmãos de Palin são Chuck Jr., Heather, e Molly. Palin é de ascendência inglesa, irlandesa e alemã.
Quando Palin tinha poucos meses de idade, a família mudou-se para Skagway, Alasca, onde seu pai começou a trabalhar como professor. Eles mudaram para Eagle River em 1969 e, finalmente, para Wasilla, em 1972.
Palin tocava flauta na banda do colégio, depois do colégio ela entrou para a Wasilla High School, onde ela era a presidente da Sociedade dos Atletas Cristãos, e um membro de basquete das meninas e cross country execução equipes. Durante seu último ano, ela foi vice-capitã do time de basquete que conquistou o campeonato estadual de 1982, ganhando o apelido de "Sarah Barracuda", por sua competitividade.

## Faculdade
Depois de terminar o colegial, Palin se matriculou na Universidade do Havaí em Hilo. Pouco depois de chegar no Havaí, Palin foi transferida para a Hawaii Pacific University em Honolulu por um semestre, no outono de 1982, e depois para o North Idaho College, uma faculdade comunitária em Coeur d'Alene, para os semestres de primavera e outono de 1983. (In June 2008, the Alumni Association of NIC gave her its Distinguished Alumni Achievement Award.)
Em 1984, Palin ganhou o concurso de Miss beleza de Wasilla. Ela terminou em terceiro lugar no concurso Miss Alasca, tocando flauta no concurso de talento, e recebeu o título de Miss Simpatia e uma bolsa de estudos.
Ela freqüentou a  University of Idaho em Moscow, Idaho, no final de 1984 e início de 1985, e na Matanuska-Susitna College, no Alasca no final de 1985. Palin retornou para a Universidade de Idaho, na primavera de 1986, e recebeu seu diploma de bacharel em comunicação com ênfase em jornalismo em 1987.

## Início de carreira e casamento
Após a formatura, trabalhou como locutora esportiva para a KTUU-TV e KTVA-TV em Anchorage, e como repórter esportiva para a Mat-Su Valley Frontiersman, cumprindo sua antiga ambição.
Em 29 de agosto de 1988, ela, aos 24 anos, se casou com o seu namorado da escola, Todd Palin. Após o nascimento de seu primeiro filho, ela ajudou na empresa de pesca de seu marido.

## Carreira política
Entrou para a carreira política em 1992 quando foi eleita para o conselho municipal de Wasilla. Palin diz que entrou na política porque ela estava preocupada com as receitas provenientes de um novo imposto sobre as vendas em Wasilla e que não seria gasto com prudência.
Foi prefeita (mayor) de Wasilla entre 1996 e 2002. Foi eleita governadora do Alasca em 2006.
Em 29 de agosto de 2008 foi anunciada como candidata à vice-Presidência dos Estados Unidos como running mate de John McCain. A candidatura foi derrotada por Barack Obama.
Palin regressou ao Alasca. Em 12 de Maio de 2009 assinou um acordo com a HarperCollins para contar a sua biografia.

### Câmara municipal
Palin foi eleita o conselho de Wasilla em 1992, ganhando com 530 a 310 votos. Ao longo de seu mandato no conselho da cidade e do resto de sua carreira política, Palin é republicana desde quando se registrou a um partido político, em 1982.

### Prefeita de Wasilla
Preocupada com um novo imposto sobre as vendas em Wasilla, Palin concorreu para prefeito de Wasilla em 1996, derrotando o então prefeito John Stein, com a 651 a 440 votos, 59% a 41%. Seu biógrafo descreveu sua campanha como alvo de gastos desnecessários e altos impostos; seu adversário, Stein, disse que Palin apoiava o aborto, o direito a armas e os limites de prazo como temas de campanha. Na eleição concorreu como independente, embora o Partido Republicano do Estado publicou anúncios para Palin. Palin concorreu à reeleição contra Stein em 1999 e ganhou, com 909 votos a 292, 75% a 25%. Em 2002, ela completou o segundo dos dois mandatos consecutivos de três anos permitidos cidade. Ela foi eleita presidente da Associação de Prefeitos do Alasca em 1999.

#### Primeiro mandato
Palin teve um contratempo com o Mat-Su Valley Frontiersman, um jornal local, e envolveu-se em desafios pessoais que ela descreveu como "uma tentativa frustrada de atrapalhar o Conselho da Cidade" durante seu primeiro ano no cargo. Usando a renda gerada por um imposto sobre as vendas de 2% que havia sido aprovada pelos eleitores Wasilla em outubro de 1992, Palin cortou os impostos sobre a propriedade em 75% e eliminou o imposto de propriedade pessoal e os impostos de inventário de negócios. Usando títulos municipais, ela fez melhorias para as estradas e esgotos, e aumentou o financiamento para o Departamento de Polícia. Ela também supervisionou ciclovias e fundos destinados ao tratamento de água. Ao mesmo tempo, ela diminuiu o orçamento do museu local e impediu a construção de uma nova biblioteca e prefeitura.
Logo após assumir o cargo em outubro de 1996, Palin removeu o cargo de diretor do museu e pediu currículos atualizados e cartas de demissão de "chefes de departamento da cidade que haviam sido leais a Stein," incluindo o diretor chefe da polícia, o de obras, o diretor financeiro, e o bibliotecário. Palin afirmou que isto foi feito para descobrir suas intenções e seu apoio político. Ela criou o cargo de administrador da cidade, e reduziu seu próprio salário de 68 000,00 dólares para -10%, embora em meados de 1998, este foi revertido pelo conselho da cidade.
Em outubro de 1996, Palin perguntou a diretora da biblioteca Mary Ellen Emmons se ela iria opor-se à remoção de alguns livros da biblioteca. Emmons respondeu que ela a apoiaria. Palin explicou que ela não fez censura, mas vinha discutindo muitos problemas com sua equipe que foram "tanto retórica e realista na natureza." Nenhuma tentativa foi feita para retirar livros da biblioteca durante o mandato de Palin como prefeita.
Palin disse que ela demitiu o chefe de polícia Irl Stambaugh porque ele não apoiava plenamente seus esforços para governar a cidade. Stambaugh entrou com uma ação alegando rescisão injusta e violação dos seus direitos de livre expressão. O juiz rejeitou a ação de Stambaugh, considerando que o chefe de polícia se mantém no cargo a critério do prefeito, e poderá ser rescindido a qualquer motivo, e ordenou a Stambaugh a pagar honorários advocatícios de Palin.

#### Segundo mandato
Durante seu segundo mandato como prefeita, Palin, propôs a construção de um centro desportivo municipal a ser financiado por 0,5% do imposto de vendas, que soma 14,7 milhões de dólares. Os eleitores aprovaram a medida por uma margem de 20 votos e o Wasilla Multi-Use Sports Complex (mais tarde chamado de Curtis D. Menard Memorial Sports Center) foi construído dentro do prazo e orçamento. No entanto, a cidade gastou um adicional de 1,3 milhão de dólares por causa de uma ação judicial de desapropriação. A dívida da cidade a longo prazo aumentou de 1 milhão a 25 milhões de dólares, devido a 15 milhões para o complexo desportivo, 5,5 milhões para projetos de rua, e 3 milhões para projetos de melhoria no tratamento de água. O Wall Street Journal caracterizou o projeto como um "caos financeiro". Um vereador defendeu que os aumentos de gastos foram causados pelo crescimento da cidade durante esse tempo.
Palin também se juntou com as comunidades vizinhas na contratação da empresa de lobby Anchorage, com base em Robertson, Monagle & Eastaugh para fazer lobby por verbas federais. A empresa garantiu quase 8 milhões para o governo da cidade de Wasilla, incluindo 500 000 dólares para um abrigo de jovens, 1,9 milhões para um centro de transportes, e 900 000 para reparos no sistema de esgotos.
Em 2008, o atual prefeito de Wasilla reduziu em 75% em cortes de impostos de propriedade estabelecidos por Palin, e fez melhorias na infra-estrutura para trazer "grandes benefícios comerciais" e 50 000 compradores por dia para Wasilla.

## Governadora do Alasca

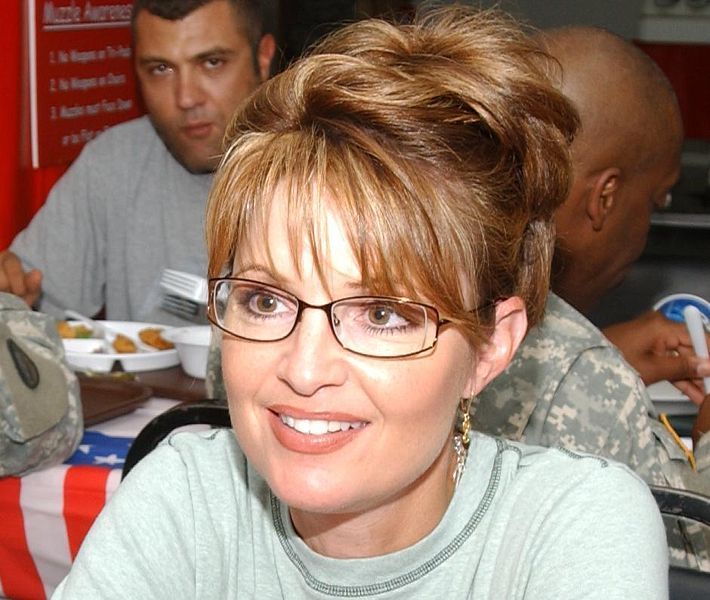
Palin visita soldados da Guarda Nacional do Alasca, 24 de julho de 2007

Em 2006, Palin derrotou o governador Frank Murkowski na primária. Seu companheiro de chapa era Sean Parnell, que desde que deixou o Senado estadual em 2001, e desde então estava trabalhando como lobista de empresas.
Na eleição de novembro, Palin foi a que mais gastou, mas saiu vitoriosa, derrotando o ex-governador democrata Tony Knowles por uma margem de 48,3% a 40,9%. Ela se tornou a primeira governadora do Alasca, e, com 42 anos, o mais jovem governador da história do Alasca, o primeiro governador natural do estado depois da anexação do estado, e o primeiro a não tomar posse em Juneau (ela escolheu a cidade Fairbanks para ser realizada a cerimônia de posse). Ela tomou posse em 4 de dezembro de 2006, e para a maioria de seu mandato foi muito popular entre os eleitores de Alaska. Pesquisas feitas em 2007 mostraram Palin com 93% de aprovação e com a popularidade de 89% entre todos os eleitores, o que levou alguns meios de comunicação a chamá-la de "o governador mais popular na América." Uma pesquisa realizada no final de setembro de 2008 depois de Palin ser nomeada como candidata a vice mostrou sua popularidade no Alasca em 68%. Uma pesquisa realizada em maio de 2009 mostrou que a popularidade de Palin entre os habitantes do Alasca estava em 54% aprovavam e 41,6% reprovavam.
Palin declarou que as principais prioridades de sua administração seria o desenvolvimento de recursos naturais, a educação, o desenvolvimento da força de trabalho, a saúde e segurança pública, transporte e desenvolvimento de infra-estrutura. Ela defendeu uma reforma ética durante sua campanha eleitoral. Sua primeira ação legislativa após assumir o cargo era pressionar por uma lei bipartidária de reforma ética. Ela assinou a legislação em julho de 2007, chamando-a de "primeiro passo", e declarando que ela ficou determinada a limpar a política do Alasca.
Palin tinha visões frequentemente diferentes das do Partido Republicano do Alasca.
Por exemplo, ela endossou Lance Parnell para derrotar o único representante do Alasca no congresso, Don Young, e ela desafiou publicamente o então senador Ted Stevens sobre a investigação federal em suas transações financeiras. Pouco antes de sua acusação em julho de 2008, ela realizou uma conferência de imprensa conjunta com o Stevens, descrito pelo The Washington Post como a intenção de "tornar claro que ela não o havia abandonado politicamente."
Palin promoveu o desenvolvimento de recursos petrolíferos e de gás natural no Alasca, incluindo a perfuração no Ártico National Wildlife Refuge (ANWR). As propostas para prospecção de petróleo em ANWR ocasionou um debate nacional.
Em 2006, Palin teve seu passaporte e em 2007 viajou pela primeira vez para fora da América do Norte em uma viagem ao Kuwait. Lá, ela visitou o cruzamento Khabari Alawazem na fronteira Kuwait-Iraque e se reuniu com membros da Guarda Nacional do Alasca em diversas bases. Em sua viagem de volta, ela visitou soldados feridos na Alemanha.

### Índices de aprovação
Como governadora do Alasca, a aprovação de Palin variou de uma alta de 93% em maio de 2007 para 54% em maio de 2009. Em novembro de 2006, um mês antes da posse de Palin, a aprovação do governador do Alasca, Frank Murkowski era de 19%.
| Data                      | Aprovação | Desaprovação  | Pesquisador           |
| ------------------------- | --------- | ------------- | --------------------- |
| 15 de maio de 2007        | 93%       | Não reportado | Dittman Research      |
| 30 de maio de 2007        | 89%       | Não reportado | Ivan Moore Research   |
| 19-21 de outubro de 2007  | 83%       | 11%           | Ivan Moore Research   |
| 10 de abril de 2008       | 73%       | 7%            | Rasmussen Reports     |
| 17 de maio de 2008        | 69%       | 9%            | Rasmussen Reports     |
| 24-25 de julho de 2008    | 80%       | Não reportado | Hays Research Group   |
| 30 de julho de 2008       | 64%       | 14%           | Rasmussen Reports     |
| 20-22 de setembro de 2008 | 68%       | Não reportado | Ivan Moore Research   |
| 7 de outubro de 2008      | 63%       | 37%           | Rasmussen Reports     |
| 24-25 de março de 2009    | 59.8%     | 34.9%         | Hays Research         |
| 4-5 de maio de 2009       | 54%       | 41.6%         | Hays Research         |
| 14-18 de junho de 2009    | 56%       | 35%           | Global Strategy Group |

Em abril de 2009, SurveyUSA fez a classificações de aprovação dos governadores dos Estados Unidos, sendo: Bob Riley (AL) 54%, Arnold Schwarzenegger (CA) 25%, Chet Culver (IA) 42%, Kathleen Sebelius (KS) 46%, Steve Beshear (KY) 47%, Tim Pawlenty (MN) 46%, Jay Nixon (MO) 56%, Bill Richardson (NM) 46%, David Paterson (NY) 25%, Ted Kulongoski (OR) 40%, Tim Kaine (VA) 50%, Christine Gregoire (WA) 40%, e Jim Doyle (WI) 35%. (Pesquisas feitas entre 24 a 26 de abril de 2009).

### Renúncia
Em 3 de julho de 2009, Palin anunciou que não concorreria à reeleição nas eleições de 2010 para governador do Alasca e que iria renunciar antes do final de julho. Em seu anúncio, Palin afirmou que tanto ela quanto o Estado haviam gastado uma quantidade "insana" de dinheiro (2,5 milhões de dólares) para resolver a "frívola" ética apresentada contra ela, e que sua decisão de não buscar a reeleição a faria um governador pato manco. Um assessor de Palin comentou que "não era mais possível fazer o trabalho que ela havia sido eleita para fazer. Essencialmente, os contribuintes estavam pagando para Sarah ir trabalhar todos os dias e se defender." Palin e seu marido Todd tinham gastos mais de 500 000 dólares na sua defesa contra as acusações feitas contra a sua ética como governadora, incluindo abuso de poder. Palin transferiu o cargo de governador para Sean Parnell, em Fairbanks, em 26 de julho de 2009.

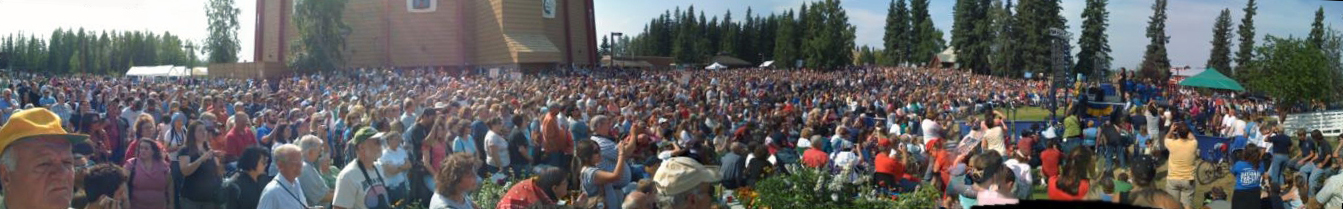
Estima-se que 5.000 pessoas foram a Pioneer Park em Fairbanks para assistir o discurso de renúncia de Palin.

## Vida pessoal

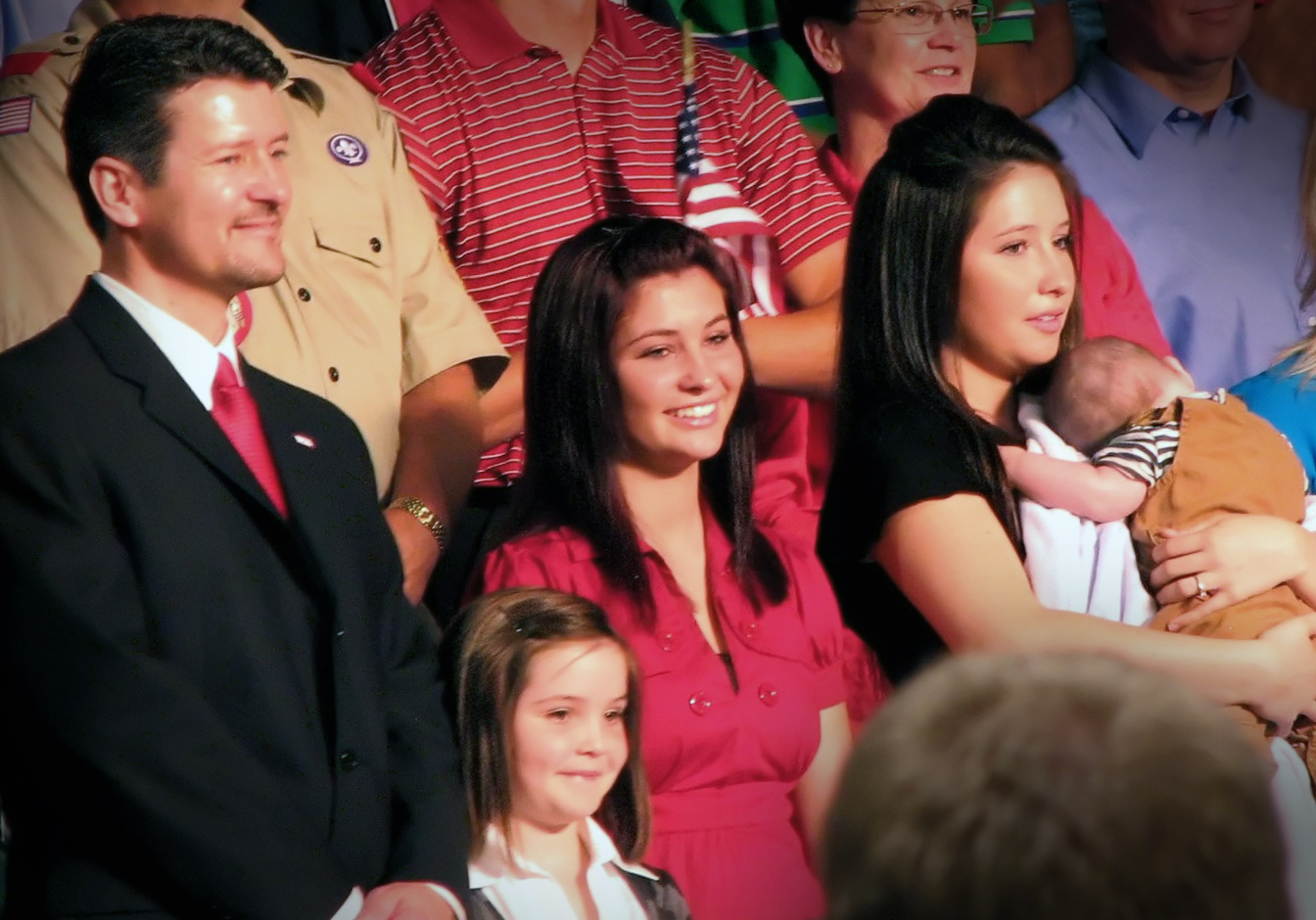
Membros da família de Palin no anúncio de que seria candidata a vice-presidência, 29 de agosto de 2008. Da esquerda para a direita: Todd, Piper, Willow, Bristol e Trig.

Sarah e Todd Palin tem cinco filhos: dois filhos Track (nascido em 1989) e Trig Paxson Van (nascido em 2008), e três filhas Bristol Palin (nascido em 1990), Willow (nascido em 1994) e Piper (nascido em 2001). O filho mais novo de Palin, Trig, foi diagnosticado durante o pré-natal com síndrome de Down.
Palin tem dois netos, um menino chamado Tripp Easton Mitchell Johnston, filho de sua filha mais velha, Bristol,  que nasceu em 2008, e uma menina chamada Kyla Graça Palin, filha de Track e de sua esposa Britta, que nasceu em 2011. Seu marido Todd trabalhou para a petrolífera BP como um operador de produção de petróleo em campo, aposentando-se em 2009, e possui uma empresa de pesca comercial.
Palin nasceu em uma família católica romana. Mais tarde, a família juntou-se à Assembleia de Deus de Wasilla, uma igreja pentecostal, que frequentou até 2002. Palin, em seguida, mudou para a Wasilla Bible Church. Quando morou em Juneau, ela frequentou a Juneau Christian Center. Palin se descreveu em uma entrevista como um "cristão bíblico." Ele foi um dos que apoiaram a prisão de Julian Assange em um abaixo-assinado em 2010.